# Tupolev TB-1
Le Tupolev TB-1 ou Tupolev ANT-4 (en russe Туполев ТБ-1/АНТ-4) est un bombardier bimoteur soviétique produit de 1929 à 1932.

## Conception et développement
En 1924, l'armée de l'air soviétique charge l'Institut central d'aérohydrodynamique (TsAGI, en russe Центральный Аерогидродинамический Институт) de concevoir un bombardier lourd. Le TsAGI confie cette tâche à la division dirigée par Andreï Tupolev. L'équipe de Tupolev conçoit un bimoteur monoplan tout en métal avec une carlingue de tôle ondulée en duralumin, propulsé par deux moteurs Napier Lion, l'ANT-4. 
Le premier prototype a été construit en 1925 au deuxième étage de l'usine de Tupolev à Moscou. Il fut alors nécessaire d'abattre un mur pour permettre à l'avion de sortir du bâtiment en pièces détachées. Après le assemblage à l'aérodrome Khodynka de Moscou, il a volé le 26 novembre 1925.
Les tests ont été un succès, et il a été décidé de mettre l'ANT-4 en production sous le nom de TB-1. La production a été cependant retardée par une pénurie d'aluminium, et par la nécessité de trouver une alternative aux coûteux moteurs Lion importés , remplacés par un BMW VI, et plus tard par la version soviétique construite sous licence, le Mikulin M-17 (en). La production a finalement commencé dans l'ex-usine Junkers à Fili en 1929. 216 exemplaires ont suivi les deux prototypes initiaux. La production s'est poursuivie jusqu'en 1932,. 

## Histoire opérationnelle

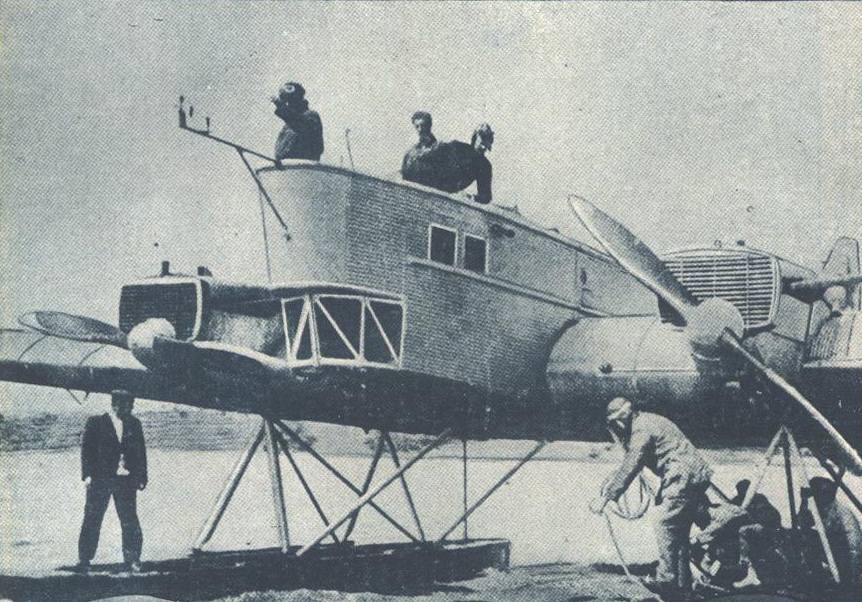
Version civile du TB-1 pour un vol Moscou-New York.

Le premier avion de série a été achevé l'a été sous la forme d'un avion civil sans armement nommé Strana Sovyetov (pays des Soviets). Il a servi pour un vol à but de propagande de Moscou à New York, en prenant la voie vers l'est via la Sibérie, atteignant sa destination le 3 novembre après avoir volé 21 242 km (13194 mi) en 137 heures. Le TB-1 est devenu le principal bombardier lourd des Forces aériennes soviétiques. Il a également servi, équipé de flotteurs, comme torpilleur (TB-1P), et pour des opérations de relevés aériens.